# Friidrott vid olympiska sommarspelen 1920
Friidrotten vid de olympiska sommarspelen 1920 i Antwerpen bestod av 29 grenar och hölls mellan 15 och 23 augusti 1920 på Olympisch Stadion. Antalet deltagare var 509 tävlande från 25 länder.

## Medaljfördelning
| Medaljfördelning |                |      |        |       |        |
| Placering        | Nation         | Guld | Silver | Brons | Totalt |
| 1                | USA            | 9    | 12     | 8     | 29     |
| 2                | Finland        | 9    | 4      | 3     | 16     |
| 3                | Storbritannien | 4    | 4      | 4     | 12     |
| 4                | Italien        | 2    | 0      | 2     | 4      |
| 5                | Sverige        | 1    | 3      | 10    | 14     |
| 6                | Frankrike      | 1    | 2      | 1     | 4      |
| 7                | Sydafrika      | 1    | 1      | 1     | 3      |
| 8                | Kanada         | 1    | 0      | 0     | 1      |
| 8                | Norge          | 1    | 0      | 0     | 1      |
| 10               | Australien     | 0    | 1      | 0     | 1      |
| 10               | Danmark        | 0    | 1      | 0     | 1      |
| 10               | Estland        | 0    | 1      | 0     | 1      |

## Medaljörer

### Herrar
| Gren                              | Guld                                                                                   | Silver                                                                     | Brons                                                                     |
| 100 meter Detaljer...             | Charles Paddock · USA                                                                  | Morris Kirksey · USA                                                       | Harry Edward · Storbritannien                                             |
| 200 meter Detaljer...             | Allen Woodring · USA                                                                   | Charles Paddock · USA                                                      | Harry Edward · Storbritannien                                             |
| 400 meter Detaljer...             | Bevil Rudd · Sydafrika                                                                 | Guy Butler · Storbritannien                                                | Nils Engdahl · Sverige                                                    |
| 800 meter Detaljer...             | Albert Hill · Storbritannien                                                           | Earl Eby · USA                                                             | Bevil Rudd · Sydafrika                                                    |
| 1 500 meter Detaljer...           | Albert Hill · Storbritannien                                                           | Philip Noel-Baker · Storbritannien                                         | Lawrence Shields · USA                                                    |
| 5 000 meter Detaljer...           | Joseph Guillemot · Frankrike                                                           | Paavo Nurmi · Finland                                                      | Eric Backman · Sverige                                                    |
| 10 000 meter Detaljer...          | Paavo Nurmi · Finland                                                                  | Joseph Guillemot · Frankrike                                               | James Wilson · Storbritannien                                             |
| Maraton Detaljer...               | Hannes Kolehmainen · Finland                                                           | Jüri Lossmann · Estland                                                    | Valerio Arri · Italien                                                    |
| 110 meter häck Detaljer...        | Earl Thomson · Kanada                                                                  | Harold Barron · USA                                                        | Feg Murray · USA                                                          |
| 400 meter häck Detaljer...        | Frank Loomis · USA                                                                     | John Norton · USA                                                          | August Desch · USA                                                        |
| 3000 meter hinder Detaljer...     | Percy Hodge · Storbritannien                                                           | Patrick Flynn · USA                                                        | Ernesto Ambrosini · Italien                                               |
| 4 x 100 meter stafett Detaljer... | USA · Charles Paddock · Jackson Scholz · Loren Murchison · Morris Kirksey              | Frankrike · René Lorain · René Tirard · René Mourlon · Émile Ali-Khan      | Sverige · Agne Holmström · William Petersson · Sven Malm · Nils Sandström |
| 4 x 400 meter stafett Detaljer... | Storbritannien · Cecil Griffiths · Robert Lindsay · John Ainsworth-Davies · Guy Butler | Sydafrika · Henry Dafel · Clarence Oldfield · Jack Oosterlaak · Bevil Rudd | Frankrike · Géo André · Gaston Féry · Maurice Delvart · André Devaux      |
| 3000 meter lag Detaljer...        | USA · Horace Brown · Arlie Schardt · Ivan Dresser                                      | Storbritannien · Charles Blewitt · Albert Hill · William Seagrove          | Sverige · Eric Backman · Sven Lundgren · Edvin Wide                       |
| 3 kilometer gång Detaljer...      | Ugo Frigerio · Italien                                                                 | George Parker · Australien                                                 | Richard Remer · USA                                                       |
| 10 kilometer gång Detaljer...     | Ugo Frigerio · Italien                                                                 | Joseph Pearman · USA                                                       | Charles Gunn · Storbritannien                                             |
| Terränglöpning Detaljer...        | Paavo Nurmi · Finland                                                                  | Eric Backman · Sverige                                                     | Heikki Liimatainen · Finland                                              |
| Terränglöpning i lag Detaljer...  | Finland · Paavo Nurmi · Heikki Liimatainen · Teodor Koskenniemi                        | Storbritannien · James Wilson · Frank Hegarty · Alfred Nichols             | Sverige · Eric Backman · Gustaf Mattsson · Hilding Ekman                  |
| Längdhopp Detaljer...             | William Petersson · Sverige                                                            | Carl Johnson · USA                                                         | Erik Abrahamsson · Sverige                                                |
| Tresteg Detaljer...               | Vilho Tuulos · Finland                                                                 | Folke Jansson · Sverige                                                    | Eric Almlöf · Sverige                                                     |
| Höjdhopp Detaljer...              | Richmond Landon · USA                                                                  | Harold Muller · USA                                                        | Bo Ekelund · Sverige                                                      |
| Stavhopp Detaljer...              | Frank Foss · USA                                                                       | Henry Petersen · Danmark                                                   | Edwin Myers · USA                                                         |
| Kulstötning Detaljer...           | Ville Pörhölä · Finland                                                                | Elmer Niklander · Finland                                                  | Harry Liversedge · USA                                                    |
| Diskuskastning Detaljer...        | Elmer Niklander · Finland                                                              | Armas Taipale · Finland                                                    | Gus Pope · USA                                                            |
| Släggkastning Detaljer...         | Patrick Ryan · USA                                                                     | Carl Johan Lind · Sverige                                                  | Basil Bennett · USA                                                       |
| Spjutkastning Detaljer...         | Jonni Myyrä · Finland                                                                  | Urho Peltonen · Finland                                                    | Pekka Johansson · Finland                                                 |
| Kast med 56-pundsvikt Detaljer... | Pat McDonald · USA                                                                     | Patrick Ryan · USA                                                         | Carl Johan Lind · Sverige                                                 |
| Femkamp Detaljer...               | Eero Lehtonen · Finland                                                                | Everett Bradley · USA                                                      | Hugo Lahtinen · Finland                                                   |
| Tiokamp Detaljer...               | Helge Løvland · Norge                                                                  | Brutus Hamilton · USA                                                      | Bertil Ohlson · Sverige                                                   |

## Deltagande nationer
Totalt deltog 509 friidrottare från 25 länder vid de olympiska spelen 1920 i Antwerpen.
| - Australien (4) - Belgien (42) - Chile (2) - Danmark (18) - Egypten (2) - Estland (7) - Finland (26) - Frankrike (59) - Grekland (9) | - Indien (3) - Italien (24) - Japan (11) - Kanada (14) - Luxemburg (7) - Monaco (2) - Nederländerna (11) - Norge (16) | - Nya Zeeland (2) - Schweiz (13) - Spanien (14) - Storbritannien (41) - Sverige (63) - Sydafrika (13) - Tjeckoslovakien (16) - USA (90) |